# Métro de Lucknow
Le métro de Lucknow est un réseau de métro desservant la ville de Lucknow  capitale de l'État de l'Uttar Pradesh dans le nord de l'Inde et peuplée de 3 millions d'habitants. La construction de deux lignes totalisant 34 kilomètres de voies est planifiée. Les travaux ont débuté en 2014 et un premier tronçon de 8,5 km desservant 8 stations a été mis en service en septembre 2017.

## Historique
Lucknow est la capitale de l'Uttar Pradesh, l'état le plus peuplé de l'Inde. La population est de 3 millions de personnes en 2017 et continue de croître. Le projet de métro de Lucknow  destiné à fournir un système de transport lourd à sa population a été soumis à l'approbation du gouvernement de l'état et a reçu un accord de principe pour la première phase (construction d'une ligne nord-sud) en décembre 2013. Le financement du projet (900 millions €) est pris en charge à parts égales par l’État de l'Utar Pradesh et par les autorités centrales indiennes. Plus de 50 % du coût du projet (469 millions € est emprunté auprès de la Banque européenne d'investissement. Une structure destinée à la réalisation du projet, baptisée Lucknow Metro Rail Project et détenue à parts égales par l'l'Utar Pradesh  et l’État Indien est créée en novembre 2013 avec un capital de 262 millions €. Les travaux ont commencé en septembre 2014. Un premier tronçon  de la ligne 1, reliant Transport Nagar à Charbagh et long de 8,5 kilomètres, a été ouvert en septembre 2017. La construction de la ligne 1 devrait s'achever en mars 2019.

## Réseau
À terme le réseau du métro de Lucknow doit comporter deux lignes  d'une longueur totale de 34 kilomètres. La ligne nord-sud longue de 23 kilomètres relie l'aéroport CCS à Munshi Pulia et comporte 21 stations. La section souterraine est longue de 4 kilomètres et comprend 4 stations tandis que la partie construite en viaduc longue de 19 km comprend 17 stations. La ligne est-ouest longue de 11 km relie Charbagh à Vasantkunj et comporte 12 stations. La voie est à écartement normal (1 435 mm) et l'alimentation électrique se fait par caténaire.

## Matériel roulant
En 2017 le parc de matériel roulant est constitué par 20 rames de 4 voitures de la série Metropolis d'Alstom. Les voitures, dont la configuration et l'apparence à Bangalore, sont construites dans les établissements de Sri City et Coimbatore. La structure est en acier sans étain. Elles disposent d'un éclairage de type LED et d'une intercirculation entre voitures. Chaque rame dispose de 186 sièges disposés de manière longitudinale et de deux zones pour les passages à mobilité réduite. Les rames ont une vitesse maximale 90 km/h. Elles disposent d'un freinage à récupération d'énergie,.

## Exploitation
Les trains circulent de 6 h à 22 h 00. La vitesse commerciale est de 32 à 35 km/h. Le temps d'arrêt à chaque station est de 30 secondes et la fréquence maximale est de 100 secondes. Le métro est exploité par la Lucknow Metro Rail Corporation (LMRC), société détenue à parts égales par le gouvernement indien et par l’État d'Uttar Pradesh,.